# José Boos de Waldeck
José Boos ou Joseph Boos de Waldeck (1798-1880), também conhecido como "Conde Luís José de Boos-Waldeck" foi um membro da nobreza alemã que descendia de uma linhagem de cavaleiros e nobres do Reno que data do século XIII. Em abril de 1842, Boos-Waldeck e alguns outros nobres se encontraram em Biebrich no Reno, perto de Mogúncia, para criar uma associação, que chamariam de Adelsverein, para promover e amparar a imigração de alemães para o estado do Texas, nos Estados Unidos da América.